# Kurt Nielsen
Kurt Nielsen, född 19 november 1930, död 11 juni 2011, var en dansk tidigare tennisspelare.

## Tenniskarriären
Kurt Nielsen var som juniorspelare mycket lovande och vann bland annat juniortiteln i Wimbledonmästerskapen 1947 efter finalseger över svensken Sven Davidson. Han vann också juniortiteln i Franska mästerskapen. Han är flerfaldig dansk mästare.
Som senior är Kurt Nielsen den hittills ende danske tennisspelare som nått singelfinal i någon av Grand Slam-turneringarna. Han spelade singelfinal i Wimbledonmästerskapen 1953, efter att i kvartsfinalen ha besegrat Ken Rosewall som samma säsong vunnit både Australiska mästerskapen och Franska mästerskapen. I semifinalen vann han över Jaroslav Drobny. Den följande finalen förlorade han mot amerikanen Vic Seixas med siffrorna 7-9, 3-6, 4-6. År 1955 spelade han åter final i Wimbledon efter kvartsfinalvinst över italienaren Nicola Pietrangeli och semifinalvinst över Ken Rosewall. I finalen mötte han amerikanen Tony Trabert, som vann med 6-3, 7-5, 6-1. Trabert vann det året 3 GS-singelfinaler (Franska mästerskapen, Wimbledon och Amerikanska mästerskapen) och rankades som världsetta.
År 1957 nådde Nielsen tillsammans med Althea Gibson mixed dubbelfinalen i US Open, där de besegrade paret Doris Hart/Robert Howe med siffrorna 6-3, 9-7. Nielsen vann därmed sin första och enda GS-titel.
Nielsen spelade 96 Davis Cup-matcher i det danska laget och vann 53 av dessa.

## Spelaren och personen
Den svenske elitspelaren Jan-Erik Lundqvist beskriver i sin bok "Tokig i tennis" Nielsen som en spelare med en hård snabb serve, med ett utmärkt bollsinne och med ett rörelsemönster på banan som framförallt passade för spel på gräsunderlag. I Wimbledonturneringen 1959 (?) var de båda inblandade i den dittills längsta singelmatch som spelats i den turneringen. Matchen pågick över tre dagar, innan Lundqvist i det femte setet lyckades avgöra i Nielsens serve och vinna setet med 9-7 och därmed matchen. 
Efter sin aktiva tenniskarriär har Nielsen haft flera internationella administrativa uppdrag inom tennis, och dessutom varit huvuddomare i flera Grand Slam-turneringar. Han fortatte in i det sista att kommentara tennis i den danska upplagan av Eurosport. Nielsen var farfar till den professionella danska tennisspelaren Frederik Løchte Nielsen som blev proffs 2001. Nielsen avled den 11 juni 2011.

## Grand Slam-titlar
- Amerikanska mästerskapen
  - Mixed dubbel - 1957